# Мерцон (Техас)
Мерцон (англ. Mertzon) — місто (англ. city) в США, в окрузі Іріон штату Техас. Населення — 747 осіб (2020).

## Географія
Мерцон розташований за координатами 31°15′43″ пн. ш. 100°49′15″ зх. д. / 31.26194° пн. ш. 100.82083° зх. д. (31.261982, -100.820808).  За даними Бюро перепису населення США в 2010 році місто мало площу 3,94 км², уся площа — суходіл.

## Демографія
Згідно з переписом 2010 року, у місті мешкала 781 особа в 313 домогосподарствах у складі 209 родин. Густота населення становила 198 осіб/км².  Було 358 помешкань (91/км²).
Расовий склад населення:
| - 89,1 % — білих - 1,2 % — чорних або афроамериканців - 0,1 % — корінних американців - 0,1 % — азіатів - 6,5 % — осіб інших рас |

До двох чи більше рас належало 2,9 %. Частка іспаномовних становила 35,9 % від усіх жителів.
За віковим діапазоном населення розподілялося таким чином: 25,7 % — особи молодші 18 років, 59,1 % — особи у віці 18—64 років, 15,2 % — особи у віці 65 років та старші. Медіана віку мешканця становила 40,9 року. На 100 осіб жіночої статі у місті припадало 97,7 чоловіків;  на 100 жінок у віці від 18 років та старших — 93,3 чоловіків також старших 18 років.
Середній дохід на одне домашнє господарство  становив 76 226 доларів США (медіана — 52 303), а середній дохід на одну сім'ю — 90 649 доларів (медіана — 68 875). Медіана доходів становила 43 750 доларів для чоловіків та 22 778 доларів для жінок. За межею бідності перебувало 14,7 % осіб, у тому числі 30,1 % дітей у віці до 18 років та 4,4 % осіб у віці 65 років та старших.
Цивільне працевлаштоване населення становило 396 осіб. Основні галузі зайнятості: освіта, охорона здоров'я та соціальна допомога — 24,2 %, сільське господарство, лісництво, риболовля — 20,5 %, науковці, спеціалісти, менеджери — 8,8 %, публічна адміністрація — 8,6 %.